# David Friedländer

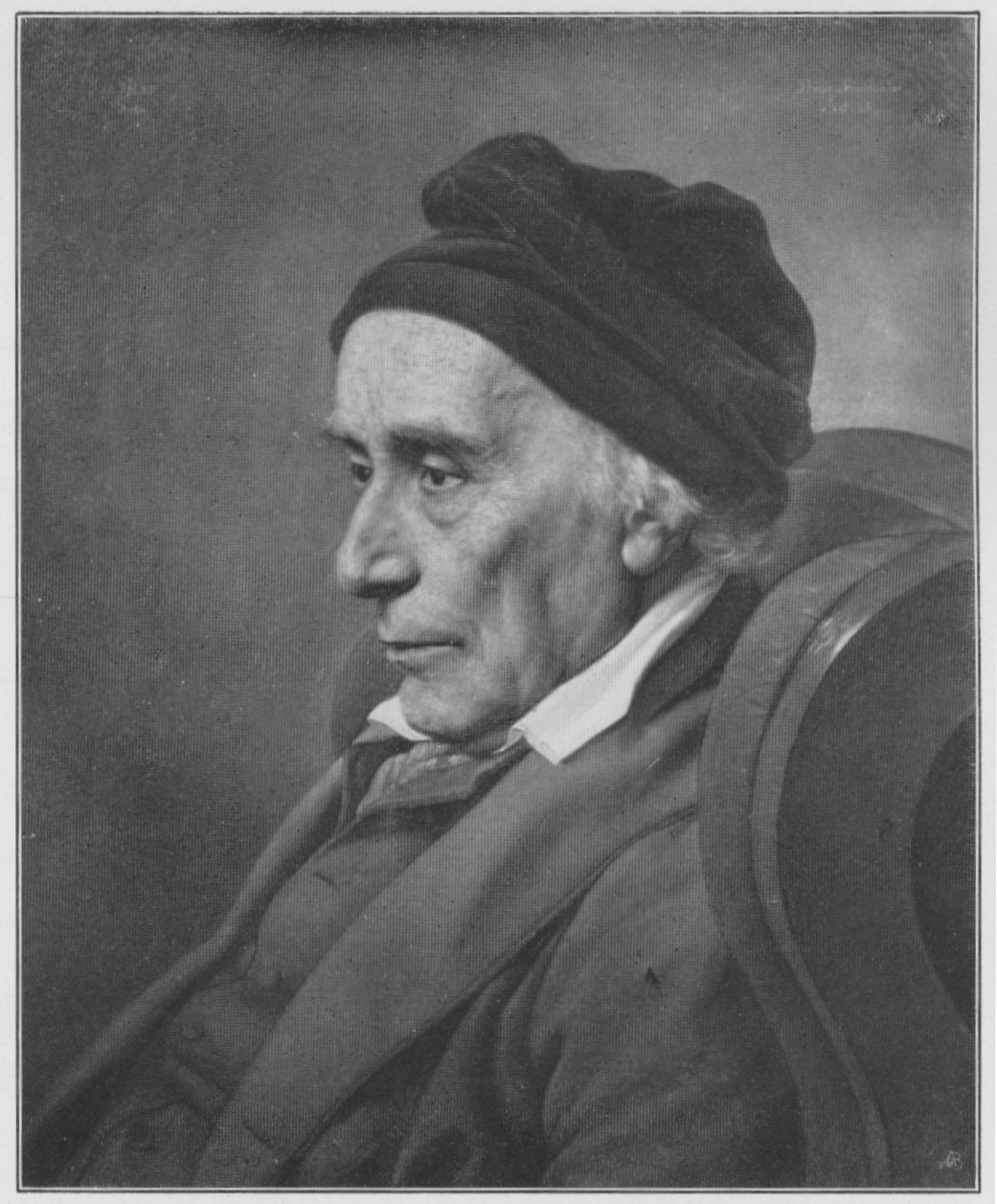
David Friedländer gemalt von Julius Hübner 1834

David Friedländer (geboren am 6. Dezember 1750 in Königsberg (Preußen); gestorben am 25. Dezember 1834 in Berlin) war ein deutsch-jüdischer Seidenfabrikant und Autor, der sich für die Emanzipation der Juden in Berlin einsetzte. Nach dem Tode Moses Mendelssohns 1786 wurde Friedländer der Wortführer und entscheidende Organisator der jüdischen Aufklärer in Berlin.

## Leben

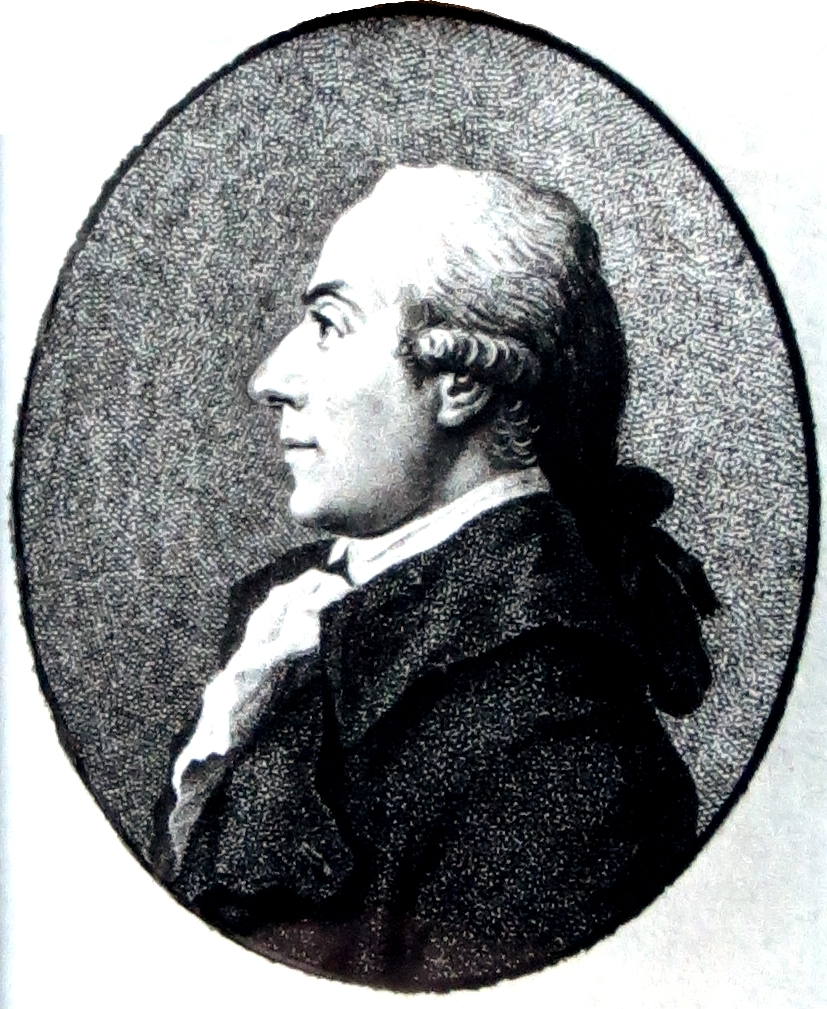
David Friedländer

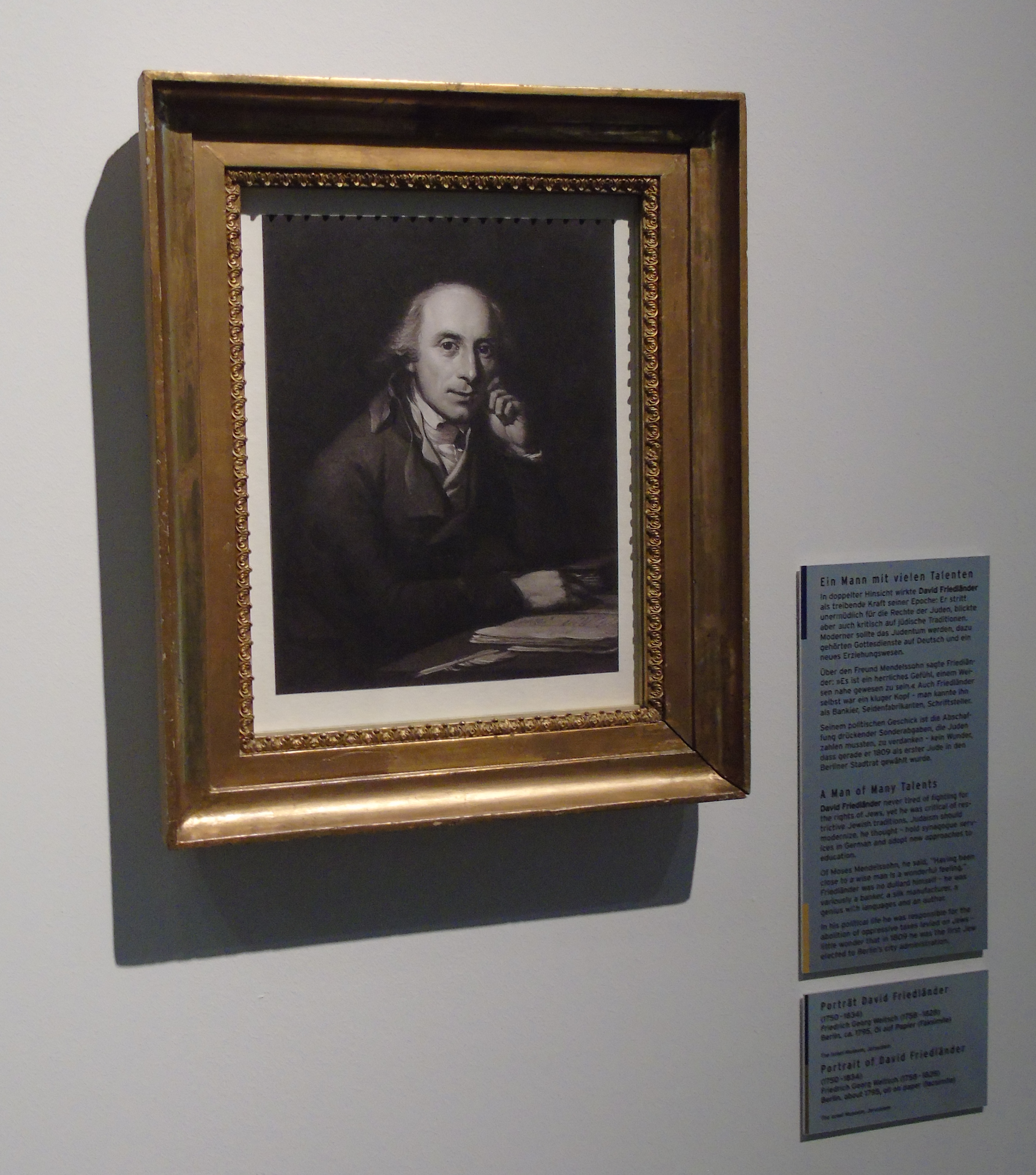
Porträt von Friedrich Georg Weitsch, ca. 1795

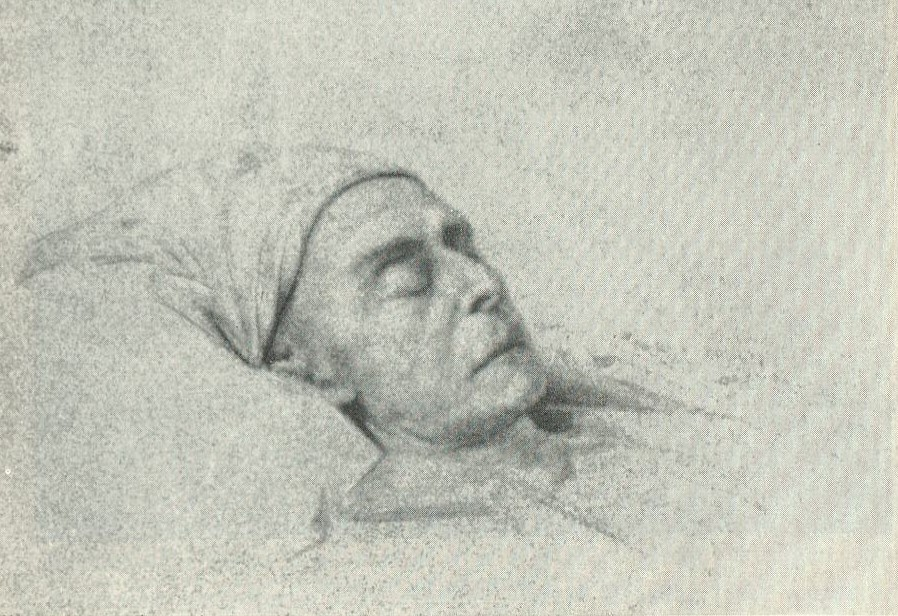
David Friedländer auf dem Totenbett

1771 ließ sich David Friedländer in Berlin nieder. 1772 wurde er durch Heirat mit Margarete (Blümchen, 1752–1814), dem vierten von 15 Kindern, Schwiegersohn des wohlhabenden Hoffaktors und Münzpächters Daniel Itzig, der auch Oberältester der jüdischen Gemeinde Berlins war. Zugleich beschäftigte dieser für seine Kinder den Aufklärer Moses Mendelssohn als Lehrer. So fand Friedländer schnell Anschluss in der Berliner Gesellschaft. Er engagierte sich für die Emanzipation der Berliner Juden und für verschiedene Reformprojekte. Friedrich Wilhelm II. berief ihn zusammen mit seinem Schwiegervater in ein Komitee über die Rechte der Juden, das ohne Ergebnis blieb. Ein weiteres Projekt war die Reform des jüdischen Gottesdienstes, dieser Vorschlag wurde jedoch als radikal abgelehnt. Erfolgreich war aber die Gründung der jüdischen Freischule Chevrat Chinuch Ne’arim („Gesellschaft für Knabenerziehung“) in Berlin 1778, für die Friedländer auch Schulbücher verfasste und das hebräische Gebetbuch und andere Texte zusammen mit seinem Schwager Isaak Daniel Itzig ins Deutsche übersetzte.
Friedländer bemühte sich um praktische Formen der Konvergenz (Littmann) zwischen Judentum und Christentum. In diesem Sinne gab es 1799 „von jüdischer Seite in Berlin eine atemberaubende Initiative“ (Paul). Anonym richtete Friedländer ein Sendschreiben von einigen Hausvätern jüdischer Religion an Wilhelm Abraham Teller, in dem praktische Vorschläge für den „Versuch einer Glaubensvereinigung“ von Judentum und Protestantismus gemacht wurden. „Für die Juden reklamierte er dazu die Befreiung vom Jesus-Glauben und von einigen Riten, während er eine Taufe in jenem nicht-dogmatischen Sinn für möglich hielt, den Teller in seinen Schriften umrissen hatte. Christentum und Judentum teilten eine gemeinsame, natürliche Religion, für die Rituale keine Bedeutung hätten (er nennt sie ‚Werkheiligkeit, Wortkram und leeren Tand‘). Der Vorstoß war nicht erfolgreich, es folgte ein vielstimmiges, kontroverses Echo und einige brachten Friedländer sogar ins charakterliche Zwielicht, als habe er die Gleichstellung erkaufen wollen. Es war aber wohl – zuallererst – ein praktischer Vorstoß, der unter Berliner Verhältnissen in der Luft lag, aber er war nicht der letzte.“
Er ist auf dem Jüdischen Friedhof Schönhauser Allee in Berlin-Prenzlauer Berg bestattet.
Friedländer betätigte sich außerdem als Förderer von Wissenschaft und Kunst, zu den Geförderten zählen Alexander und Wilhelm von Humboldt.
Er legte auch die Basis der bedeutenden Münzsammlung seines Sohnes Benoni Friedländer (1773–1858), welche dieser 1861 dem neugegründeten Münzkabinett übermachte, dessen Direktor seit 1854 sein jüngster Enkel Julius Friedländer war. Sein zweiter Sohn Moses Friedländer (1774–1840) trat 1799 in das 1795 von Joseph Mendelssohn gegründete Mendelssohnsche Bankhaus ein. Josephs Schwägerin Lea, die Mutter von Felix Mendelssohn Bartholdy, und Moses’ Frau Regina, beide geborene Salomon, waren Cousinen. Die Bank hatte bis 1804, als sich die Partner wieder trennten, ihren Sitz im Palais Itzig in der Burgstraße 25. Später machte sich Moses Friedländer unter der Firma Friedländer & Co. als Bankier selbständig. Der Sohn seines Bruders Abraham war der nachmalige liberale Landesrabbiner Joseph Abraham Friedländer in Westfalen.

## Schriften

### Bücher, Einzelveröffentlichungen
- (anonym) Lesebuch für jüdische Kinder. Zum Besten der jüdischen Freyschule. Voß, Berlin 1779. Neu hrsg. u. mit Einl. u. Anh. vers. von Zohar Shavit, dipa-Verlag, Frankfurt am Main 1990, ISBN 3-7638-0132-4.
- Naphtali Herz Wessely: Worte der Wahrheit und des Friedens an die gesammte jüdische Nation. Vorzüglich an diejenigen, so unter dem Schutze des glorreichen und großmächtigen Kaysers Josephs II. wohnen. Aus dem Hebräischen von David Friedländer. Berlin 1782.
- Nachricht von dem gegenwärtigen Zustand, bisherigen Fortgang, und eigentlichen Endzweck der Freyschule zu Berlin. Berlin 1783 (gemeinsam mit Isaak Daniel Itzig).
- Preis auf den besten Entwurf einer nach jüdischen Grundsätzen abgefaßten Sittenlehre. Berlin 1783 (gemeinsam mit Isaak Daniel Itzig).
- Ankündigung der Übersetzung des Gebetbuchs תפילות ישראל (Tefilot Jisrael). Orientalische Buchdruckerei, Berlin 1784.
- פנקס וכתב הדת (Pinqas u-chetav ha-dat / Notizen und Schriften). Orientalische Buchdruckerei, Berlin 1785 (gemeinsam mit Isaak Daniel Itzig).
- סדר הגדה על פסח (Seder hagada al pesach / Pessach-Erzählung). Orientalische Buchdruckerei, Berlin 1785. Übersetzung von Joel Bril Löwe und David Friedländer.
- גבעטי דער יודן אויף דאס גאנצי יאהר / Gebete der Juden auf das ganze Jahr. 2. Teil von תפילות ישראל / Tefilot Jisrael. Übersetzung mit Anmerkungen und Vorerinnerung von David Friedländer. Orientalische Buchdruckerei, Berlin 1786.
- ספר הנפש (Sefer Ha-Nefesch). Moses Mendelssohns Abhandlung „Die Seele“. Hrsg. und aus dem Hebr. ins Deutsche übersetzt und mit einem Vorwort versehen von David Friedländer. Orientalische Buchdruckerei, Berlin 1787.
- מגלת קהלת (Megilat Kohelet / Der Prediger). Übersetzt von David Friedländer anhand des Biur von Moses Mendelssohn. Orientalische Buchdruckerei, Berlin 1788.
- הפטרה לשחרית יום הכפורים (Haftara le-shacharit jom ha-kipurim / Thora-Lesung zum Morgengebet des Versöhnungstages). Vorwort und Übersetzung von David Friedländer. Orientalische Buchdruckerei, Berlin 1788
- זענד-שרייבן אן דיא דייטשי יודן (Sendschreiben an die deutschen Juden). Außerordentliche Beilage zu Ha-Measef IV (1788). Orientalische Buchdruckerei, Berlin 1788
- הפטרות מכל השנה (Haftarot mi-kol ha-shana / Thora-Lesungen für das ganze Jahr). Zwei Abteilungen. Eingeleitet und teilweise übersetzt von David Friedländer. Orientalische Buchdruckerei, Berlin 1789/90 und 1790/91
- פרקי אבות (Pirqej avot / Sprüche der Väter), nebst einem hebräischen Commentar und deutscher Übersetzung. Wien 1791.
- Vorlesung bey der erneuerten Todesfeyer Mendelssohns, gehalten in der jüdischen Gesellschaft zur Beförderung des Edlen und Schönen. Vieweg, Berlin 1791.
- Akten-Stücke die Reform der jüdischen Kolonieen in den Preußischen Staaten betreffend. Vossische Buchhandlung, Berlin 1793.
- Rosenlied der Korahiten. Bei der hohen Vermählungsfeier der Königlichen Prinzen mit den Prinzessinnen von Meklenburg{sic!}-Strelitz. Gesungen in der Synagoge zu Berlin. Dezember 1793.[4]
- (anonym) Sendschreiben an Seine Hochwürden, Herrn Oberconsistorialrath und Probst Teller zu Berlin von einigen Hausvätern jüdischer Religion. August Mylius, Berlin 1799.
- (anonym) Über die, durch die neue Organisation der Judenschaften in den Preußischen Staaten nothwendig gewordene, Umbildung 1) ihres Gottesdienstes in den Synagogen, 2) ihrer Unterrichts-Anstalten, und deren Lehrgegenstände, und 3) ihres Erziehungs-Wesens überhaupt. Ein Wort zu seiner Zeit. Dieterici, Berlin 1812
- Moses Mendelssohn: Phädon oder über die Unsterblichkeit der Seele. Hrsg. und mit einer Einleitung versehen von David Friedländer. Nicolai, Berlin 1814.
- Die heilige Schrift. Nach dem masorethischen Texte übersetzt von Moses Mendelssohn, David Friedländer, I. Euchel, A. Wolfsohn und andern bekannten Uebersetzern und Sachkundigen; für Bibelfreunde aller Konfessionen, zunächst für Israeliten bestimmt. Hrsg. von David Fränkel und von Moses Hirsch Bock. Fränkel u. Nicolai, Dessau u. Berlin 1815.
- Reden, der Erbauung gebildeter Israeliten gewidmet. Maurersche Buchhandlung, Berlin 1815.
- Reden der Erbauung gebildeter Israeliten gewidmet. Für Gönner und Freunde. C.A. Stuhr, Berlin 1817.
- Briefe über die Moral des Handels, geschrieben im Jahr 1785 (für Gönner und Freunde aus der Zeitschrift Jedidja). Berlin 1818.
- כתבי קדש נדפסים מחדש ומהודרים בתוספות רבות (Kitvej kodesh nidpasim me-chadash u-mehudarim be-tosefot rabot / Die heiligen Schriften neu herausgegeben und mit vielen Zusätzen verziert). Anton Schmied, Wien 1818.
- Moses Mendelssohn. Fragmente von ihm und über ihn. Für Gönner und Freunde (aus der Zeitschrift Jedidja abgedruckt). Enslin, Berlin 1819.
- Über die Verbesserung der Israeliten im Königreich Pohlen. Ein von der Regierung daselbst im Jahr 1816 abgefordertes Gutachten. Nicolaische Buchhandlung, Berlin 1819.
- Beitrag zur Geschichte der Verfolgung der Juden im 19. Jahrhundert durch Schriftsteller. Ein Sendschreiben an die Frau von der Recke, geb. Gräfin von Medem. Nicolaische Buchhandlung, Berlin 1820.
- Für Liebhaber morgenländischer Dichtkunst. Ein Versuch von David Friedländer. Leopold Wilhelm Krause, Berlin 1821.
- An die Verehrer, Freunde und Schüler Jerusalems, Spaldings, Tellers, Herders und Löfflers. C.H.F. Hartmann, Leipzig 1823.
- שני שירי רועים (Shnej shirej ro’im / Zwei Hirtenlieder). Zwei Idyllen. Urtext von Salomon Gessner. Übersetzt aus dem Deutschen in’s Hebräische im Jahre 1784 und 85 von David Friedländer. Neu abgedruckt und interpunktirt. Zum Nutzen der hebräischen Sprache Liebenden, und zur Unterstützung der dürftigen Schüler der israelitischen Gemeinde alhier. Ascher, Berlin 1832.

### Artikel
- אין שמחה לנפש כשמחת עשות החסד Ejn simcha la-nefesh ke-simchat ’asot ha-chesed. In: Ha-Measef I (1784), S. 20–24 (Idylle von Salomon Gessner, ins Hebräische übersetzt von David Friedländer). Zuerst als Anhang zu Isaak Satanow: Sefer ha-chisajon. Berlin 1775.
- מישאל הרועה Mishal ha-ro’eh. In: Ha-Measef II (1785), S. 52–53. (Übersetzung einer Idylle Gessners).
- (anonym) Hebräische Buchhandlung der hiesigen jüdischen Freischule. In: Berlinische Monatsschrift, Jg. 7 (Juni 1786), S. 503–510. [CCN, Dok. 79, S. 261–263]
- Etwas über die Mendelssohnsche Psalmenübersetzung. In: Berlinische Monatsschrift, Jg. 8 (Dezember 1786), S. 523–550.
- (anonym) Ueber die frühe Beerdigung der Juden, ein Brief aus Prag, nebst einigen Urkunden. In: Berlinische Monatsschrift, Jg. 9 (April 1787), S. 317–333.
- Über den besten Gebrauch der h. Schrift in pädagogischer Rücksicht. In: Der Prediger, S. 1–90. Neudruck in: Uta Lohmann, Ingrid Lohmann (Hg.): Lerne Vernunft! Jüdische Erziehungsprogramme zwischen Tradition und Modernisierung. Quellentexte aus der Zeit der Haskala, 1760–1811. Jüdische Bildungsgeschichte in Deutschland, Bd. 6, Münster u. a. 2005, S. 61–81.
- Worte der Herausgeber, die dem Institut für Knabenerziehung vorstehen. In: Obadja ben Baruch Saul Berlin: ספר מצפה יקתאל (Sefer Mizpe Yekutiel / Der Wachturm von Jekutiel). Orientalische Buchdruckerei, Berlin 1789 (gemeinsam mit Isaak Daniel Itzig).
- (anonym) Freimüthige Gedanken eines Juden über den Vorschlag an die Juden, das Purimfest abzuschaffen. In: Berlinische Monatsschrift, Jg. 15 (Juni 1790), S. 563–577.
- Briefe über die Moral des Handels, von einem jüdischen Kaufmann. In: Johann Friedrich Zöllner (Hg.): Lesebuch für alle Stände. Neunter Teil, Berlin 1790, S. 31–83.
- Ein Gewissensfall im Handel. In: Johann Friedrich Zöllner (Hg.): Lesebuch für alle Stände. Neunter Teil, Berlin 1790, S. 22–30.
- Hiob Kapitel 28. In: Ha-Measef VI/4 (1790), S. 323–327 (unkommentierte Übersetzung).
- Schreiben des Herrn David Friedländer an den Verfasser. In: Aaron Wolfssohn: Abtalion. Orientalische Buchdruckerei, Berlin 1790.
- Antwort der Juden in der Provinz Lothringen, auf die der Französischen Nationalversammlung von der sämmtlichen Stadtgemeinden der Stadt Straßburg überreichte Bittschrift. Übersetzung von David Friedländer. Spener, Berlin 1791.
- Eine Rabbinische Parabel: Der Backofen des Achnai. In: Berlinische Monatsschrift, Jg. 17 (Mai 1791), S. 474–477.
- Korah, oder der Demagogenfeind. Eine Rabbinische Erzählung aus dem Midrasch. In: Berlinische Monatsschrift, Jg. 18 (August 1791), S. 117–119.
- Vorlesung bey der erneuerten Todesfeyer Mendelssohns, gehalten in der jüdischen Gesellschaft zur Beförderung des Edlen und Schönen. In: Deutsche Monatsschrift. Berlin, März 1791, S. 217–229. [JubA 23 (1998), S. 296–305].
- Ueber die Juden in Lothringen. An den Herrn Herausgeber. In: Berlinische Monatsschrift, Jg. 18 (Oktober 1791), S. 351–365.
- Antwort der Juden in der Provinz Lothringen, Auf die der Nationalversammlung von der sämmtlichen Stadtgemeinde zu Strasburg überreichte Bittschrift. Übersetzung von David Friedländer. In: Berlinische Monatsschrift, Jg. 18 (Oktober 1791), S. 365–392.
- Empfehlungsschreiben zu: Isaak Satanow: מכתב מרפא נפש (Michtav marpe nefesh). Orientalische Buchdruckerei, Berlin 1794.
- Feier der Berlinischen Judenschaft bei der Ankunft und der Vermählung der Prinzessinnen von Meklenburg-Strelitz (Drei Gedichte). In: Berlinische Monatsschrift, Jg. 23 (Februar 1794), S. 206–215.
- Für Liebhaber Morgenländischer Dichtkunst. Ein Versuch von David Friedländer. An Herrn Gottleb Euchel in Königsberg in Preußen. In: Ha-Measef VII/1 (1794). Erste Zugabe. August 1794, S. 1–22.
- Der weise Richter, und die zärtliche Gattinn. Eine Rabbinische Erzählung. In: Berlinische Monatsschrift, Jg. 25 (Mai 1795), S. 385–387.
- Mythen und Erzählungen aus dem Talmud. In: Berlinisches Archiv der Zeit und ihres Geschmacks, Jg. 1 (Juli 1795), S. 81–86.
- An mein Bildniß, als ich es, der Verlobten meines Sohnes, an meinem Geburtstage überschickte. In: Berlinisches Archiv der Zeit und ihres Geschmacks, Jg. 2 (1796), S. 186–188.
- Rezension zu: Moses Philipson: Ueber die Verbesserung des Judeneids, ein auf Befehl des Königl. Kurfürstlichen Justizkanzeley zu Hannover verfaßtes Gutachten (Neustrelitz 1797). In: Neue Allgemeine Deutsche Bibliothek, Jg. 34/2 (1797), S. 546–554.
- (anonym) Bemerkungen über die politisch-theologische Aufgabe in Betreff der Behandlung jüdischer Täuflinge. In: Berlinisches Archiv der Zeit und ihres Geschmacks, Jg. 5 (September 1799), S. 206–210.
- (anonym) Politisch-theologische Aufgabe über die Behandlung der jüdischen Täuflinge. In: Berlinisches Archiv der Zeit und ihres Geschmacks, Jg. 5 (März 1799), S. 228–239.
- Proben rabbinischer Weisheit (Fortsetzung). In: Johann Jakob Engel (Hg.): Der Philosoph für die Welt. Erster Teil, Zwanzigstes Stück. Neue, vermehrte und verbesserte Ausgabe. Myliussische Buchhandlung, Berlin 1801, S. 315–334.
- Kant und Herz. In: Neue Berlinische Monatsschrift, Jg. 13 (Februar 1805), S. 149–153.
- Gedichte. Nach dem 42 und 43sten Psalm. In: Johann Friedrich Reichardt (Hg.): Berlinische Musikalische Zeitung, Jg. 2 (1806), Nr. 40, S. 159–160.
- Abba Glosk. In: Neue Berlinische Monatsschrift, Jg. 22 (August 1809), S. 103–107.
- Weltklugheit eines weisen Mannes. Eine Anekdote aus dem Leben Moses Mendelssohns. In: Neue Berlinische Monatsschrift, Jg. 21 (Januar 1809), S. 28–35.
- Zur Sittengeschichte der Juden. Wandernde Büßer. In: Neue Berlinische Monatsschrift, Jg. 22 (September 1809), S. 184–190.
- Andachtsübung und Gebet für die Judenschaft zu Berlin bei der Rückkehr Sr. Majestät des Königs in die Residenz. In: Sulamith III/2 (1810), S. 98–109.
- Empfehlungsschreiben zu: Moses Hirsch Bock: Einige Worte an verehrungswerthe Hausväter jüdischer Religion zu Berlin – Ueber den Versuch: einen zweckmäßigen Religionsunterricht für ihre Söhne und Töchter zu veranstalten. Berlin 1810.
- Ein ungedruckter Brief des Weltweisen, Moses Mendelssohn, vom 24. April 1773. In: Sulamith III/2 (1811), S. 73–77.
- Weltklugheit eines weisen Mannes. Eine Anekdote aus dem Leben Moses Mendelssohns. In: Sulamith III/2 (1811), S. 146–151.
- Gesammelte Blumen und Früchte zur neuern Sittengeschichte der Israeliten. In: Sulamith IV/1 (1812), S. 145–149.
- Der Backofen des Achnai (Aus dem Talmud). In: Sulamith IV/2 (1812), S. 31–33.
- Andachtsübung eines Weltweisen. In: Jedidja I/1 (1817), S. 30–32.
- Rede, gehalten vor einer Gesellschaft gebildeter Israeliten. In: Jedidja I/1 (1817), S. 38–56.
- Rede über Psalm 19. In: Jedidja I/1 (1817), S. 133–149.
- Briefe über die Moral des Handels. In: Jedidja I/2 (1817), S. 178–213.
- Moses Mendelssohn. Von ihm und über ihn. In: Jedidja II/1 (1818/19), S. 13–40, S. 143–201.
- Sokrates und Mendelssohn. Inschrift zum Titelkupfer des zweiten Jahrgangs dieser Zeitschrift. In: Jedidja III/2 (1820/21), S. 108.
- Für Liebhaber morgenländischer Dichtkunst, ein Versuch von David Friedländer. In: Jedidja III/2 (1820/21), S. 149–179.
- Drei Fragmente von Moses Mendelssohn, mitgetheilt von Herrn David Friedländer. In: Jedidja IV/1 (1822/23), S. 125–135.
- Briefe über das Lesen der heiligen Schriften, nebst einer Übersetzung des sechsten und siebenten Capitels des Micha. In: Zeitschrift für die Wissenschaft des Judenthums I/1 (Berlin 1822), S. 68–94.
- Michael Friedländer. In: Friedrich August Schmidt (Hg.): Neuer Nekrolog der Deutschen II/2 (1824). Ilmenau 1826, S. 749–755 (Nachruf auf den Neffen)
- Commentar-Fragmente. In: Jedidja, Jg. 8 (1831), S. 244–254.

## Literatur

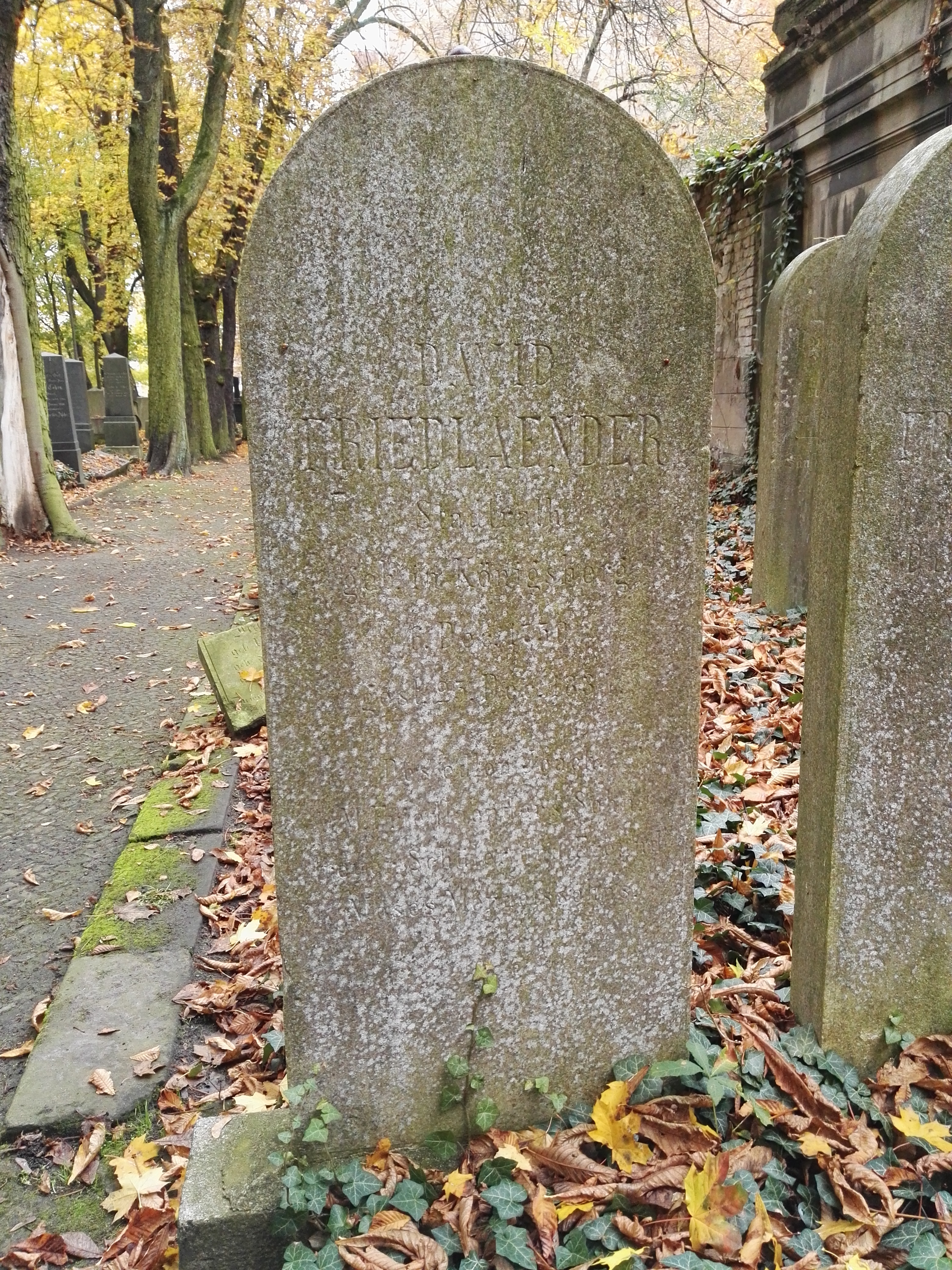
Grabstätte in Berlin